# Eugen Polanski
Eugen Polanski (polskt uttal: [ˈɔi̯.gɛn pɔ.ˈlan.skʲi], Tyskt: [ˈɔʏ̯.gən pʰo.ˈlan.skɪ]), född Bogusław Eugeniusz Polański den 17 mars 1986, är en polsk fotbollsspelare som spelar för 1899 Hoffenheim. Han spelar främst som defensiv mittfältare.
Han var uttagen i Polens trupp vid fotbolls-EM 2012.